# Chris Turner

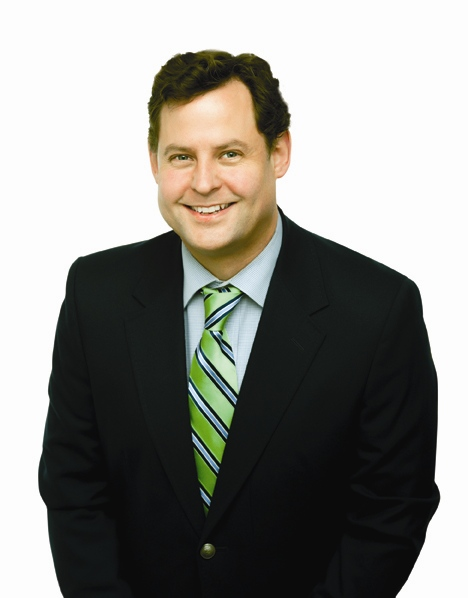

Chris Turner (n. 25 de julio de 1973) es un escritor y periodista canadiense. Es el autor del libro Planet Simpson: How a Cartoon Masterpiece Documented an Era and Defined a Generation, publicado en 2004. Su última obra es Geography of Hope: A Guided Tour of the World We Need. Este libro ha sido incluido en la lista de los mejores libros del año 2007 publicada por Globe & Mail's. Turner también escribe una columna mensual para Globe & Mail.

## Biografía
Turner nació en Moose Jaw, Saskatchewan, en donde había sido enviado su padre por las Fuerzas Armadas Canadienses. Por los traslados constantes, vivió en el norte de Canadá, el oeste de Estados Unidos y en Baden-Baden, Alemania. Se graduó de la Universidad Queen's en Kingston, Ontario en 1996 con un Bachelor of Arts en Historia. También tiene un posgrado en Periodismo de la Universidad Ryerson, de Toronto, obtenido en 1998. En Ryerson, completó una beca editorial en la revista Shift.
Luego de su graduación de Ryerson, Turner comenzó a escribir artículos sobre cultura y tecnología en la revista Shift desde 1999 hasta 2003. Sus trabajos también han aparecido en The Globe & Mail, The Guardian, The Independent, The Sunday Times, Time Magazine, The National Post, Utne Reader, The South China Morning Post, Good Weekend y Adbusters.
Vive en Calgary, Alberta, con su esposa, la fotógrafa Ashley Bristowe, y su hija, Sloane.

## Premios
Turner ha recibido cuatro Premios National Magazine de Canadá por su trabajo en Shift, y seis menciones honoríficas por artículos que aparecieron en Shift, The National Post, Business y Up! Su ensayo "Why Technology Is Failing Us (And How We Can Fix It)," ganó la Medalla President for General Excellence, el honor más alto en el periodismo gráfico canadiense. 